# Кръстана Янева
Кръстана (Танка) Иванова Янева е българска комунистическа активистка, съветска разузнавачка в Берлин, част от така наречения Червен оркестър.

## Биография
Родена е на 30 октомври 1914 година в драмското село Височен, току-що попаднало в предходната година в Гърция. Баща ѝ Иван Янев е виден деец на Серското крило на Вътрешната македоно-одринска революционна организация, който загива в сражение. На четири години в 1919 година умира и майка ѝ и Кръстана остава пълен сирак. В 1933 година завършва Втора девическа гимназия в София и започва да учи педагогика в Софийския университет.
След завършването си започва да работи като възпитателка в Общинския детски дом на улица „Фердинанд“ № 40. В 1939 година става член на Българската комунистическа партия. В 1941 - 1942 година работи за Военната комисия при Централния комитет на Българската работническа партия, като поддържа връзка с Атанас Романов и Никола Вапцаров.
През ноември 1942 година е изпратена в Берлин, за да се включи в организацията на Харо Шулце-Бойзен и Арвид Харнак. Янева успява да получи Хумболтова стипендия за Берлинския университет и препоръчително писмо от германския пълномощен министър в София Адолф Бекерле. В продължение на 7 месеца Янева работи за съветското разузнаване под псевдонимите Фрида, Халга и Герда. Свързва се с германската комунистка Клара Шабел и други дейци на германската комунистическа съпротива. Янева предава събраните сведения на съветското разузнаване чрез таен радиопредавател.
На 27 април 1943 година агенти на Гестапо нахлуват в жилището на Янева на улица „Албрехт“ № 14, откриват радиопредавателя и я арестуват. Затворена е в затвора Моабит, където е разпитвана с мъчения 17 месеца. Върховният военен съд я осъжда на смърт и Янева е гилотинирана в затвора в Хале на 23 октомври 1944 година.
Според други сведения е арестувана на 27 април 1944 година и умира от мъченията в затвора.
Посмъртно в България на Янева е присъден орден „9 септември 1944 г.“ I степен „за участие в антифашистката борба“. В 1977 година по мотиви от биографията на Янева и сценарий на Антон Дончев е заснет филмът „От другата страна на огледалото“. В същата година излиза и книгата на Христо Горов „Под сянката на гилотината: документална повест за една българка, разузнавачка на съветската армия“.